# Distrito de Montdidier
El distrito de Montdidier es un distrito (en francés arrondissement) de Francia, que se localiza en el departamento de Somme, de la région de Picardía (en francés Picardie). Cuenta con 5 cantones y 132 comunas.

## División territorial

### Cantones
Los cantones del distrito de Montdidier son:
1. Cantón de Ailly-sur-Noye
2. Cantón de Montdidier
3. Cantón de Moreuil
4. Cantón de Rosières-en-Santerre
5. Cantón de Roye

### Comunas
| 1. Ailly-sur-Noye (80010)           | 2. Andechy (80023)                     | 3. Armancourt (80027)                 | 4. Arvillers (80031)                 |
| 5. Assainvillers (80032)            | 6. Aubercourt (80035)                  | 7. Aubvillers (80037)                 | 8. Ayencourt (80049)                 |
| 9. Balâtre (80053)                  | 10. Bayonvillers (80058)               | 11. Beaucourt-en-Santerre (80064)     | 12. Beaufort-en-Santerre (80067)     |
| 13. Becquigny (80074)               | 14. Berteaucourt-lès-Thennes (80094)   | 15. Beuvraignes (80101)               | 16. Biarre (80103)                   |
| 17. Billancourt (80105)             | 18. Bouchoir (80116)                   | 19. Bouillancourt-la-Bataille (80121) | 20. Boussicourt (80125)              |
| 21. Braches (80132)                 | 22. Breuil (80139)                     | 23. Bus-la-Mésière (80152)            | 24. Caix (80162)                     |
| 25. Cantigny (80170)                | 26. Le Cardonnois (80174)              | 27. Carrépuis (80176)                 | 28. Cayeux-en-Santerre (80181)       |
| 29. Champien (80185)                | 30. Chaussoy-Epagny (80188)            | 31. La Chavatte (80189)               | 32. Chilly (80191)                   |
| 33. Chirmont (80193)                | 34. Contoire (80209)                   | 35. Coullemelle (80214)               | 36. Courtemanche (80220)             |
| 37. Cressy-Omencourt (80224)        | 38. Crémery (80223)                    | 39. Curchy (80230)                    | 40. Damery (80232)                   |
| 41. Dancourt-Popincourt (80233)     | 42. Davenescourt (80236)               | 43. Domart-sur-la-Luce (80242)        | 44. Démuin (80237)                   |
| 45. Erches (80278)                  | 46. Ercheu (80279)                     | 47. Esclainvillers (80283)            | 48. La Faloise (80299)               |
| 49. Faverolles (80302)              | 50. Fescamps (80306)                   | 51. Fignières (80311)                 | 52. Flers-sur-Noye (80315)           |
| 53. Folies (80320)                  | 54. Folleville (80321)                 | 55. Fonches-Fonchette (80322)         | 56. Fontaine-sous-Montdidier (80326) |
| 57. Fouquescourt (80339)            | 58. Fransart (80347)                   | 59. Fransures (80349)                 | 60. Fresnoy-en-Chaussée (80358)      |
| 61. Fresnoy-lès-Roye (80359)        | 62. Goyencourt (80383)                 | 63. Gratibus (80386)                  | 64. Grivesnes (80390)                |
| 65. Grivillers (80391)              | 66. Gruny (80393)                      | 67. Guerbigny (80395)                 | 68. Guillaucourt (80400)             |
| 69. Hallivillers (80407)            | 70. Hallu (80409)                      | 71. Hangard (80414)                   | 72. Hangest-en-Santerre (80415)      |
| 73. Harbonnières (80417)            | 74. Hargicourt (80419)                 | 75. Hattencourt (80421)               | 76. Herly (80433)                    |
| 77. Ignaucourt (80449)              | 78. Jumel (80452)                      | 79. Laboissière-en-Santerre (80453)   | 80. Laucourt (80467)                 |
| 81. Lawarde-Mauger-l'Hortoy (80469) | 82. Liancourt-Fosse (80473)            | 83. Lignières (80478)                 | 84. Louvrechy (80494)                |
| 85. Mailly-Raineval (80499)         | 86. Malpart (80504)                    | 87. Marché-Allouarde (80508)          | 88. Marestmontiers (80511)           |
| 89. Marquivillers (80517)           | 90. Maucourt (80520)                   | 91. Mesnil-Saint-Georges (80541)      | 92. Montdidier (80561)               |
| 93. Moreuil (80570)                 | 94. Morisel (80571)                    | 95. Moyencourt (80576)                | 96. Méharicourt (80524)              |
| 97. Mézières-en-Santerre (80545)    | 98. La Neuville-Sire-Bernard (80595)   | 99. Parvillers-le-Quesnoy (80617)     | 100. Piennes-Onvillers (80623)       |
| 101. Pierrepont-sur-Avre (80625)    | 102. Le Plessier-Rozainvillers (80628) | 103. Punchy (80646)                   | 104. Le Quesnel (80652)              |
| 105. Quiry-le-Sec (80657)           | 106. Remaugies (80667)                 | 107. Rethonvillers (80669)            | 108. Rogy (80675)                    |
| 109. Roiglise (80676)               | 110. Rollot (80678)                    | 111. Rosières-en-Santerre (80680)     | 112. Rouvrel (80681)                 |
| 113. Rouvroy-en-Santerre (80682)    | 114. Roye (80685)                      | 115. Rubescourt (80687)               | 116. Saint-Mard (80708)              |
| 117. Sauvillers-Mongival (80729)    | 118. Sourdon (80740)                   | 119. Thennes (80751)                  | 120. Thory (80758)                   |
| 121. Tilloloy (80759)               | 122. Verpillières (80790)              | 123. Villers-Tournelle (80805)        | 124. Villers-aux-Érables (80797)     |
| 125. Villers-lès-Roye (80803)       | 126. Vrély (80814)                     | 127. Warsy (80822)                    | 128. Warvillers (80823)              |
| 129. Wiencourt-l'Équipée (80824)    | 130. L'Échelle-Saint-Aurin (80263)     | 131. Étalon (80292)                   | 132. Ételfay (80293)                 |